# Sana Söz
Sana Söz è un serial televisivo drammatico turco composto da 7 puntate, trasmesso su Star TV dal 2 novembre al 14 dicembre 2021. È diretto da Şenol Sönmez, scritto da Ali Erkan Ersezer e Sertaç Sayın, prodotto da O3 Medya ed ha come protagonisti Erkan Petekkaya, Nehir Erdoğan, Serkan Altunorak e Ayçin İnci.

## Trama
La serie racconta la storia tra il poliziotto e detective Ömer Duran ed Elif Karaca e quella tra Erdem Karaca e Aysel Duran.

## Episodi
| Stagione       | Episodi | Prima TV Turchia | Prima TV Italia |
| -------------- | ------- | ---------------- | --------------- |
| Prima stagione | 7       | 2021             | inedita         |

### Prima stagione (2021)
| n° | Titolo originale | Prima TV Turchia |
| -- | ---------------- | ---------------- |
| 1  | 1. Bölüm         | 2 novembre 2021  |
| 2  | 2. Bölüm         | 9 novembre 2021  |
| 3  | 3. Bölüm         | 16 novembre 2021 |
| 4  | 4. Bölüm         | 23 novembre 2021 |
| 5  | 5. Bölüm         | 30 novembre 2021 |
| 6  | 6. Bölüm         | 7 dicembre 2021  |
| 7  | 7. Bölüm         | 14 dicembre 2021 |

## Personaggi e interpreti
- Ömer Duran (episodi 1-7), interpretato da Erkan Petekkaya.
- Elif Karaca (episodi 1-7), interpretata da Nehir Erdoğan.
- Erdem Karaca (episodi 1-7), interpretato da Serkan Altunorak.
- Aysel Duran (episodi 1-7), interpretata da Ayçin İnci.
- Nazlı (episodi 1-7), interpretata da Hivda Zizan Alp.
- Azmi Duran (episodi 1-7), interpretato da Emin Olcay.
- Zeki (episodi 1-7), interpretato da Ferhat Baynal.
- Bora Demircioğlu (episodi 1-7), interpretato da Ali Önsöz.
- Duru Karaca (episodi 1-7), interpretata da Aslıhan Kapanşahin.
- Umut Karaca (episodi 1-7), interpretato da Atakan Hoşgören.
- Bahar (episodi 1-7), interpretata da Selin Genç.
- Feray (episodi 1-7), interpretato da Selda Güldükoğlu.
- Rıza Demircioğlu (episodi 1-6), interpretato da Yaşar Aydınoğlu.
- Aydan / Elif'i Rehin Alan Kadın (episodi 1-4), interpretato da Ayça İnci.
- Sevket (episodio 1), interpretato da Orhan Güner.
- Serra (episodio 1), interpretata da Nursena Özcanlı.
- Eylül (episodio 1), interpretata da Gizem Tileylioğlu.
- Çagdas (episodio 1), interpretato da Burak Zafer.
- Levent (episodi 5-6), interpretato da Fırat Turgut.

## Produzione
La serie è diretta da Şenol Sönmez, scritta da Ali Erkan Ersezer e Sertaç Sayın e prodotta da O3 Medya.

### Riprese
La serie è stata girata interamente a Istanbul, in particolare nel distretto di Beşiktaş e nel quartiere di Galata.

## Promozione
L'esordio della serie, previsto per il 2 novembre 2021, è stato annunciato il 26 ottobre tramite il profilo Twitter della serie. I primi promo della serie sono stati rilasciati dalla metà di ottobre 2021.